# Laco Takács
Laco Takács est un footballeur tchèque né le 15 juillet 1996 à Františkovy Lázně. Il évolue au poste de défenseur au Slavia Prague.

## Carrière

### En club
Avec le club du Mladá Boleslav, il joue deux matchs comptant pour les tours préliminaires de la Ligue Europa, lors de la saison 2016-2017.
En août 2018, il est l'auteur d'un doublé en championnat, lors de la réception du SFC Opava (victoire 6-1).

### En sélection
Avec les moins de 19 ans, il marque un but lors d'un match amical contre l'équipe de Chypre en août 2014. Il officie par ailleurs comme capitaine de la sélection lors des éliminatoires du championnat d'Europe des moins de 19 ans 2015.
Avec les espoirs, il inscrit deux buts : tout d'abord contre le Danemark en amical, en novembre 2014 (score : 2-2), puis contre la Grèce en septembre 2018, lors des éliminatoires de l'Euro espoirs 2019 (défaite 1-2). Le 15 octobre 2018, il officie comme capitaine des espoirs, contre la Moldavie.

## Palmarès
- Vainqueur de la Coupe de Tchéquie en 2016 avec le Mladá Boleslav